# Джек — покоритель великанов
«Джек — покори́тель велика́нов» (англ. Jack the Giant Slayer) — фэнтезийный приключенческий фильм режиссёра Брайана Сингера по мотивам сказок «Джек — убийца великанов» (англ. Jack the Giant Killer) и «Джек и бобовый стебель». Премьера в США состоялась 1 марта 2013 года. В России фильм вышел в прокат 21 марта 2013 года.

## Сюжет
Сын фермера Джек и дочь короля Изабель с детства любили сказки и легенды, а любимой легендой для обоих была история про бобовый стебель и живущих за облаками великанах-людоедах, которые однажды спускались по нему на землю, где стали грабить королевство и убивать его жителей, но при помощи магической короны люди победили великанов.
Дальше показывается, как десять лет спустя Джек отправляется в столицу, где встречает на балаганном представлении настоящую принцессу. Позже обстоятельства складываются так, что в его руках оказываются волшебные бобы, которые вновь могут соединить миры людей и великанов. Сказка полна неожиданностей, Изабель случайно попадает в хижину Джека, случай и непогода становятся причиной того, что один из бобов прорастает и наши герои оказываются в стране людоедов-гигантов.
Изабель попадает в плен к гигантам, спасать ее идут начальник королевской охраны Элмонт, советник короля лорд Родерик и их люди, а также Джек. Они разделились на две группы. Наткнувшись на великана, группа Элмонта пытается спрятаться, но гигант находит всех, кроме Джека. Во время боя Элмонт ранит врага мечом, однако в итоге он с товарищем попадает в плен. В итоге нападения великанов на группу Родерика в живых остается только сам Родерик благодаря магической короне.
Генерал гигантов Фэллон пытается узнать у людей то, как они поднялись до его земли, в процессе вспыхивает конфликт между ним и другим его сородичем. Вскоре они узнают, что к ним пришел Родерик, который может контролировать их при помощи магической короны. Он собирается при помощи великанов захватить власть в мире людей.
Один из гигантов собирается приготовить Элмонта, чтобы потом съесть, но его и Изабель спасает Джек, убив гиганта при помощи его же ножа. Далее они втроем сбегают. Элмонт нападает на Родерика, впоследствии великаны забирают у него корону.
Древняя легенда становится явью: спустившись на Землю вновь, великаны пытаются завоевать мир людей, вынуждая Джека вступить в главную битву своей жизни. Борющийся за свой народ, своё королевство и любовь принцессы Изабель, он, столкнувшись лицом к лицу с ужасными воинами, сам получает шанс стать легендой.
Великаны штурмуют столицу королевства. Они пытаются опустить подъемный мост при помощи гигантских крючьев на гигантских веревках. Они бросают горящие деревья за стены, атакуют людей с помощью больших предметов. Королевские солдаты отвечают им стрелами, используют специальные машины. Гигант Фэллон проникает во дворец через канализацию, там он хватает Джека и Изабель, но первый бросает ему в рот волшебные бобы, прорастание которых убивает Фэллона, а Джеку достается магическая корона. Тем временем, великаны прорвались через стену, но вышел Джек с короной, воздействие которой привело к тому, что великаны признали Джека своим королём и возвратились в свои заоблачные владения. В будущем король Джек и королева Изабель читают детям ту же сказку, но уже с продолжением об их собственных приключениях. В конце фильма камера перемещается в наши дни — связанные с великанами артефакты хранятся теперь в лондонском Тауэре.

## В ролях
В фильме задействовано свыше 60 актёров, не считая актёров массовки.
| Актёр                   | Роль                                                             |
| ----------------------- | ---------------------------------------------------------------- |
| Николас Холт            | Джек (Jack)                                                      |
| Элинор Томлинсон        | принцесса Изабель (Isabelle)                                     |
| Стэнли Туччи            | лорд Родерик (Roderick) советник короля, жених принцессы Изабель |
| Билл Найи и Джон Кассир | Фэллон (Fallon) двухголовый великан                              |
| Юэн Макгрегор           | Элмонт (Elmont) начальник охраны короля                          |
| Иэн Макшейн             | король Брамвелл (Brahmwell)                                      |
| Тэнди Райт              | королева                                                         |
| Эдди Марсан             | Кролф (Crawe)                                                    |
| Юэн Бремнер             | Вик (Wicke)                                                      |
| Саймон Лоу              | монах                                                            |
| Ральф Браун             | генерал Энтин (Entin)                                            |
| Уорик Дэвис             | (Old Hamm)                                                       |
| Бен Дэниелс             | Фумм (Fumm) великан                                              |
| Дэниел Лапейн           | отец Джека                                                       |
| Ли Бордмэн              | Баджер (Badger)                                                  |
| Энгус Барнетт           | Фо (Foe)                                                         |
| Кэролайн Хэйес          | мать Джека                                                       |
| Ричард Дортон           |                                                                  |
| Шейн Стивенс            |                                                                  |
| Кристофер Фэйрбэнк      | дядя Джека                                                       |
| Ник Шоу                 | министр короля                                                   |

## Производство
Сценарий фильма «Джек — покоритель великанов» корректировался в ходе работы над ним. Например, в результате корректировки, сделанной в 2010 году, в фильм были вставлены более глубокая предыстория великанов и объяснение их отношений с людьми. Однако эти изменения потребовали вложить в фильм больше денег, поэтому в дальнейшем он был подвержен новым корректировкам.
Съёмки начались 12 апреля 2011 года в британской сельской местности.
В мае 2011 производство фильма переместилось в графство Сомерсет и в течение двух недель съёмки проходили в Уэллсе, Чеддере, тайных местах графства и рядом с Собором в Уэллсе.
Также в мае снимались сцены в Лесу Дина.
Позднее в том же месяце съёмки проходили в Норидже рядом с Нориджским собором.
На роль Джека пробовались Аарон Джонсон и Анейрин Барнард, на роль Изабель рассматривались Аделаида Кейн, Лили Коллинз и Джуно Темпл. Актер Билл Найи сыграл генерала великанов при помощи технологии motion capture. Первоначально премьера планировалась на 15 июня 2012 года.
Слоган фильма: «англ. If you think you know the story, you don’t know Jack», что в переводе: «Если вы думаете, что знаете эту историю, то вы не знаете Джека».

## Критика
На американском сайте Rotten Tomatoes фильм получил оценку 5,74 из 10. Критике подверглись цифровые эффекты, а история названа мягкой и безличной. На англоязычном сайте-агрегаторе Metacritic фильм получил «смешанные или средние отзывы», его оценка составила 51 из 100.
В рецензии на российском интернет-портале «Film.ru» отмечено то, что фильму не хватает правдоподобной завязки. Согласно интернет-порталу, великаны в фильме оказываются смешными. Положительную оценку «Film.ru» дает битве великанов и рыцарей. Помимо этого, в рецензии интернет-портала отмечено то, что данный фильм «на голову превосходит все последние экранизации волшебных сказок».
Американская газета «Chicago Sun-Times» характеризует фильм, как «захватывающее, оригинальное и очень интересное приключение». Американская газета The New York Times оценила фильм, как цифровую версию «Джека и бобового стебля» в цифровом формате. Немецкий журнал «Film-Magazin» дал фильму положительную оценку: «Пышная и насыщенная событиями фантастическая сказка в традиционном стиле».
Youtube-обозреватель КИНОСТОР отметил то, что фильм получился слишком наивным для взрослых и слишком страшным для детей. Также он отметил неудачный выбор названия фильма для детской аудитории. Вместе с тем, он положительно оценил игру некоторых актеров и одну из сцен фильма.